# Tom Ransley
Thomas Matthew "Tom" Ransley (MBE) (født 6. september 1985 i Ashford, England) er en engelsk roer, olympisk guldvinder og dobbelt verdensmester.
Ransley vandt ved OL 2012 i London en bronzemedalje for Storbritannien i disciplinen otter. Fire år senere, ved OL 2016 i Rio de Janeiro, vandt han guld i samme disciplin.
Ransley har desuden vundet to verdensmesterskaber i otter, ved henholdsvis VM 2013 i Sydkorea og VM 2014 i Holland. Han vandt desuden en EM-guldmedalje i firer uden styrmand ved EM 2015 i Polen.

## OL-medaljer
- 2016:  Guld i otter
- 2012:  Bronze i otter